# Takuya Sasagaki
Takuya Sasagaki (japanisch 笹垣 拓也 Sasagaki Takuya; * 1. Juni 1991 in Iwata) ist ein ehemaliger japanischer Fußballspieler.

## Karriere
Sasagaki erlernte das Fußballspielen in der Schulmannschaft der Hamana High School. Seinen ersten Vertrag unterschrieb er 2010 bei Roasso Kumamoto. Der Verein spielte in der zweithöchsten Liga des Landes, der J2 League. Danach spielte er bei Universitätsmannschaft der Internationale Budō-Universität. Im August 2014 wechselte er zum Drittligisten Fujieda MYFC. Für den Verein absolvierte er 21 Ligaspiele. Ende 2015 beendete er seine Karriere als Fußballspieler.